# Andreas Schopf (Naturbahnrodler)
Andreas Schopf (* 9. April 1984 in Judenburg) ist ein österreichischer Naturbahnrodler. Zusammen mit seinem Cousin Wolfgang Schopf bildete in der ersten Hälfte der 2000er-Jahre eines der erfolgreichsten Doppelsitzerpaare. Sie wurden zweimal Weltmeister, einmal Europameister und zweimal Junioreneuropameister. Zudem gewannen sie drei Weltcuprennen, einmal den Gesamtweltcup und wurden im Jahr 2000 Österreichische Staatsmeister. Seit der Saison 2005/2006 startet Andreas Schopf mit seinem Bruder Christian. Mit ihm gewann er bisher vier Weltcuprennen, drei Silbermedaillen bei Weltmeisterschaften, 2010 den Mannschafts-Europameistertitel sowie 2012 zwei weitere EM-Medaillen.

## Karriere

### Im Doppelsitzer mit Wolfgang Schopf (bis 2004/2005)
Zusammen mit seinem Cousin Wolfgang gelang Andreas Schopf mit dem Gewinn der Bronzemedaille bei der Juniorenweltmeisterschaft 1999 in Hüttau ein erster internationaler Erfolg. Im Winter 1999/2000 gewannen sie die Gesamtwertung des Intercontinentalcups, wurden Junioreneuropameister und Österreichische Staatsmeister im Doppelsitzer.
Ab der Saison 2000/2001 starteten die Schopf-Cousins im Weltcup. Schon im ersten Rennen am 4. Jänner in Umhausen erreichten sie den zweiten Rang, danach folgten in Unterammergau und Lüsen aber nur zwei sechste Plätze. Für Aufsehen sorgten die damals 16 bzw. 17 Jahre alten Cousins bei ihrem ersten Titelkampf in der Allgemeinen Klasse, der Weltmeisterschaft 2001 in Stein an der Enns. Mit Bestzeit im zweiten Wertungslauf ließen sie die Titelverteidiger Armin und David Mair aus Italien um neun Hundertstelsekunden hinter sich und wurden zum ersten Mal Weltmeister im Doppelsitzer. Eine Woche später konnten sie ihren Junioreneuropameistertitel erfolgreich verteidigen und anschließend gewannen sie die beiden noch ausstehenden Weltcuprennen in Moskau und Hüttau, womit sie im Endklassement die Vorjahressieger Armin und David Mair um 15 Punkte auf Platz zwei verwiesen und gleich in ihrer ersten Saison den Gesamtweltcup gewannen.
Die nächsten beiden Jahre verliefen für Andreas und Wolfgang Schopf im Weltcup nicht ganz so erfolgreich. Mit jeweils zwei Podestplätzen, aber keinem Sieg, belegten sie in den Saisonen 2001/2002 und 2002/2003 den fünften Gesamtrang. Bei den Medaillenentscheidungen waren sie aber weiterhin nicht zu schlagen: Bei der Europameisterschaft 2002 in Frantschach wurden sie mit elf Hundertstelsekunden Vorsprung auf Reinhard Beer und Herbert Kögl Europameister und bei der Weltmeisterschaft 2003 in Železniki gewannen sie mit 1,81 Sekunden Vorsprung auf die Russen Pawel Porschnew und Iwan Lasarew ihren zweiten Weltmeistertitel. Zudem gewannen sie bei der Junioreneuropameisterschaft 2003 die Silbermedaille.
In der Weltcupsaison 2003/2004 erreichten Andreas und Wolfgang Schopf mit einem dritten und drei zweiten Plätzen sowie einem Sieg in Moskau am 25. Jänner dieselbe Punkteanzahl wie die Russen Porschnew und Lasarew. Weil diese aber ein besseres Streichresultat vorweisen konnten, ging der Gesamtweltcupsieg an die Russen und die Schopf-Cousins wurden Zweite. Bei der Europameisterschaft 2004 in Hüttau mussten sie sich ebenfalls den Russen Porschnew/Lasarew und auch deren Landsmännern Denis Alimow und Roman Molwistow geschlagen geben und gewannen die Bronzemedaille.
Die Saison 2004/2005 war Andreas’ letzte gemeinsame mit seinem Cousin Wolfgang, der nach diesem Winter seine Karriere beendete. Die ersten drei Weltcuprennen der Saison konnten sie auf dem Podest beenden, danach fuhren sie aber nicht mehr unter die besten drei und im Gesamtweltcup belegten sie schließlich den vierten Platz. Bei ihrer letzten Weltmeisterschaft in Latsch blieben sie zum ersten Mal ohne Medaille, denn im Doppelsitzer kamen sie nur auf den zehnten Platz und im Mannschaftswettbewerb auf Rang sechs.

### Im Doppelsitzer mit Christian Schopf (ab 2005/2006)
Seit dem Karriereende seines Cousins startet Andreas Schopf mit seinem vier Jahre jüngeren Bruder Christian. In ihrem ersten gemeinsamen Weltcuprennen am 10. Dezember 2005 kamen sie nach einem Ausfall im zweiten Lauf nicht ins Ziel, danach konnten sie sich in der Saison 2005/2006 aber immer zwischen Rang vier und Rang sechs platzieren, womit sie im Gesamtweltcup den fünften Platz erreichten. Bei der Europameisterschaft 2006 in Umhausen wurden sie Sechste.
In den ersten beiden Weltcuprennen der Saison 2006/2007 waren die Schopf-Brüder nicht am Start, da sie im ersten krankheitsbedingt fehlten und ihnen infolge die mannschaftsinterne Qualifikation für den zweiten Weltcupbewerb nicht gelang. An den weiteren Rennen nahmen sie wieder teil, erreichten als beste Platzierungen zwei fünfte Plätze in Moos in Passeier, fielen aber im Gesamtklassement auf den zehnten Platz zurück. Bei der Weltmeisterschaft 2007 in Grande Prairie wurden sie Fünfte, zeitgleich mit dem italienischen Doppel Martin Psenner und Johannes Hofer.
Im Winter 2007/2008 musste Andreas Schopf pausieren, weil er aufgrund seines Studiums zu wenig Zeit für das Training hatte. Seit der Saison 2008/2009 ist er mit seinem Bruder wieder aktiv und im Vergleich zu den Vorjahren konnten sie sich in diesem Winter deutlich steigern. Im dritten Weltcuprennen der Saison am 25. Jänner in Unterammergau erreichten sie mit Rang zwei ihre erste Podestplatzierung und mit weiteren drei dritten Plätzen erreichten sie auch im Gesamtweltcup den dritten Rang. Bei der Weltmeisterschaft 2009 in Moos in Passeier gewannen sie hinter den Italienern Patrick Pigneter und Florian Clara die Silbermedaille im Doppelsitzer und auch im Mannschaftswettbewerb erreichten sie im Team Österreich I zusammen mit Melanie Batkowski und ihrem Cousin Thomas Schopf den zweiten Platz.
Die Weltcupsaison 2009/2010 begannen die Schopf-Brüder mit drei vierten Plätzen. Danach folgten zwei Podestplätze in Latsch und Latzfons, ehe sie am Saisonende in Garmisch-Partenkirchen ihren ersten gemeinsamen Weltcupsieg feierten. Für Andreas war dies der insgesamt vierte Weltcupsieg und der erste seit sechs Jahren. Damit erreichten sie wie im Vorjahr den dritten Platz im Gesamtweltcup. Anfang Jänner wurden sie Österreichische Staatsmeister im Doppelsitzer. Bei der Europameisterschaft 2010 in St. Sebastian gewannen sie gemeinsam mit Melanie Batkowski und Thomas Kammerlander die Goldmedaille im erstmals auch im Rahmen einer EM ausgetragenen Mannschaftswettbewerb. Im Doppelsitzer verfehlten sie als Vierte aber eine Medaille. Wie die letzte Saison begannen Schopf/Schopf auch die Saison 2010/2011 mit zwei vierten Plätzen in Nowouralsk. Ihren Staatsmeistertitel konnten sie Anfang Jänner 2011 auf der Naturrodelbahn Grantau erfolgreich verteidigen. Am 16. Jänner 2011 feierten sie in Gsies den zweiten gemeinsamen Weltcupsieg; eine Woche später wurden sie in Kindberg Dritte. Im Gesamtweltcup belegten sie den vierten Platz. Bei der Weltmeisterschaft 2011 in Umhausen erzielten sie allerdings nur den sechsten Platz, während sie im Mannschaftswettbewerb mit Marlies Wagner und Thomas Kammerlander als Team Österreich II Vierte wurden.
Zu Beginn des Jahres 2012 wurden Christian und Andreas Schopf zum dritten Mal in Folge Staatsmeister im Doppelsitzer. Im Weltcup konnten sie sich in der Saison 2011/2012 in vier der sechs Rennen unter den besten fünf platzieren. Im Gegensatz zu den beiden Vorjahren gelang ihnen diesmal aber kein Sieg und nur eine Podestplatzierung mit dem zweiten Rang in Nowouralsk. Im Gesamtweltcup wurden sie dennoch wie im Vorjahr Vierte. Den größten Erfolg des Winters feierten sie bei der Europameisterschaft 2012 in Nowouralsk: Drei Tage nachdem sie bereits im Weltcuprennen hinter den Lokalmatadoren Pawel Porschnew und Iwan Lasarew Zweite waren, erreichten sie auf derselben Bahn auch bei der EM hinter den beiden Russen den zweiten Platz. Zudem gewannen sie mit den beiden Einsitzern Melanie Batkowski und Michael Scheikl die Bronzemedaille im Mannschaftswettbewerb.
Im Sommer nimmt Andreas Schopf auch an Wettbewerben im Rollenrodeln teil, sowohl im Einsitzer als auch im Doppelsitzer zusammen mit seinem Bruder. Im Doppelsitzer kamen die beiden schon mehrmals unter die besten drei in der Gesamtwertung des Austrian Rollenrodelcups, 2006 konnten sie diese gewinnen.

## Erfolge

### Weltmeisterschaften
- Stein an der Enns 2001: 1. Doppelsitzer
- Železniki 2003: 1. Doppelsitzer
- Latsch 2005: 10. Doppelsitzer, 6. Mannschaft
- Grande Prairie 2007: 5. Doppelsitzer
- Moos in Passeier 2009: 2. Doppelsitzer, 2. Mannschaft
- Umhausen 2011: 6. Doppelsitzer, 4. Mannschaft
- Deutschnofen 2013: 2. Doppelsitzer
- Vatra Dornei 2017: 4. Doppelsitzer

### Europameisterschaften
- Frantschach 2002: 1. Doppelsitzer
- Hüttau 2004: 3. Doppelsitzer
- Umhausen 2006: 6. Doppelsitzer
- St. Sebastian 2010: 4. Doppelsitzer, 1. Mannschaft
- Nowouralsk 2012: 2. Doppelsitzer, 3. Mannschaft
- Umhausen 2014: 3. Mannschaft, 4. Doppelsitzer
- Passeier 2016: 2. Doppelsitzer, 2. Mannschaft

### Juniorenweltmeisterschaften
- Hüttau 1999: 3. Doppelsitzer

### Junioreneuropameisterschaften
- Umhausen 2000: 1. Doppelsitzer
- Tiers 2001: 1. Doppelsitzer
- Kreuth 2003: 2. Doppelsitzer

### Weltcup
- Gesamtsieg im Doppelsitzer in der Saison 2000/2001
- 2. Gesamtrang im Doppelsitzer in der Saisonen 2003/2004 und 2012/13
- 3. Gesamtrang im Doppelsitzer in den Saisonen 2008/2009 und 2009/2010
- 37 Podestplätze, davon 7 Siege:

| Datum             | Ort                    | Land        | Disziplin    |
| ----------------- | ---------------------- | ----------- | ------------ |
| 11. Februar 2001  | Moskau                 | Russland    | Doppelsitzer |
| 18. Februar 2001  | Hüttau                 | Österreich  | Doppelsitzer |
| 25. Jänner 2004   | Moskau                 | Russland    | Doppelsitzer |
| 27. Februar 2010  | Garmisch-Partenkirchen | Deutschland | Doppelsitzer |
| 16. Jänner 2011   | Gsies                  | Italien     | Doppelsitzer |
| 28. Februar 2013  | Vatra Dornei           | Rumänien    | Doppelsitzer |
| 22. Dezember 2013 | Nowouralsk             | Russland    | Doppelsitzer |

### Österreichische Meisterschaften
- Österreichischer Staatsmeister im Doppelsitzer 2000, 2010, 2011 und 2012

## Auszeichnungen (Auszug)
- 2001: Goldenes Ehrenzeichen für Verdienste um die Republik Österreich[5]